# 천현초등학교
천현초등학교는 대한민국 경기도 파주시 법원읍 법원리에 있는 공립 초등학교다.

## 학교 연혁
- 1935년 4월 1일 천현공립보통학교 설립인가
- 1938년 4월 1일 천현공립심상소학교로 개칭[1]
- 1941년 4월 1일 천현공립국민학교로 개칭[2]
- 1941년 4월 1일 초대 유시형 교장 취임
- 1967년 4월 1일 본관건물 신축(18개 교실)
- 1981년 3월 5일 병설유치원 1학급 개설
- 1984년 3월 1일 특수학급 1학급 개설
- 1996년 3월 1일 천현초등학교로 개칭[3]
- 1998년 9월 1일 파주금곡초등학교 통폐합(5학급 34명)
- 2003년 8월 31일 도서실 및 교실 3실 증개축
- 2006년 8월 28일 도서관 리모델링
- 2010년 11월 12일 인조 잔디 구장 개장
- 2017년 3월 1일 제24대 최용상 교장 취임
- 2019년 3월 1일 법원초등학교 통폐합
- 2020년 3월 1일 17학급 편성(어울림 2개반)

## 학교 상징
- 교화(校花) - 장미 : 꽃중의 꽃으로 화려함을 자랑하고 번식력과 강인성 및 적응력이 뛰어나며 사랑과 희생의 아름다움을 상징한다.
- 교목(校木) - 느티나무 : 마을의 안녕을 지키는 수호신으로 거칠고 진땅에서도 뿌리를 깊이 내리는 생명력으로 우리 생활 가까이 있는 이웃과 같은 친밀감을 의미한다.

## 참고 자료
- 천현초등학교 - 한국교육학술정보원 학교알리미